# Список глав государств в 1446 году
Список глав государств в 1445 году — 1446 год — Список глав государств в 1447 году — Список глав государств по годам

## Азия
- Ак-Коюнлу — Джахангир бин Али, бей (1444 — 1451/1452)
- Анатолийские бейлики —
  - Зулькадар — Сулейман, бей (1442 — 1454)
  - Исфендиярогуллары — Кемаледдин Исмаил, бей (1443 — 1461)
  - Караманиды — Ибрагим II, бейлербей (1424 — 1464)
  - Рамазаногуллары (Рамаданиды) — Дундар, бей (1439 — 1470)
- Грузинское царство — 
  - Вахтанг IV, царь (1442 — 1446)
  - Георгий VIII, царь (1446 — 1466)
  - Самцхе-Саатабаго — Ахбугха II, атабег (1444 — 1451)
- Бруней — Сулейман, султан (1432 — 1485)
- Дайвьет — Ле Нян-тонг, император (1442 — 1459)
- Индия —
  - Амбер (Джайпур) — Удхао Рао, раджа[кат.] (1424 — 1453)
  - Ахом — Сусенпхаа, махараджа[англ.] (1439 — 1488)
  - Бахманийский султанат — Ахмад-шах II, султан (1436 — 1458)
  - Бенгальский султанат — Насируддин Махмуд Шах, султан (1436 — 1459)
  - Бунди — Биру, раджа (1415 — 1470)
  - Бхавнагар — Шивданжи Саранжи, раджа (1445 — 1470)
  - Венад[англ.] — Вира Рави Варма, махараджа[англ.] (1444 — 1458)
  - Виджаянагарская империя — 
    - Деварайя II, махараджадхираджа (1424 — 1446)
    - Малликарджунарая, махараджадхираджа (1446 — 1465)

  - Гаджапати[англ.] — Капилендра Дева, царь[англ.] (1434 — 1466)
  - Гуджаратский султанат — Мухаммад-шах II, султан (1442 — 1451)
  - Делийский султанат — Ала ад-дин Алам-шах, султан (1445 — 1451)
  - Дунгарпур — Гопинатх Сингх, раджа (1423 — 1447)
  - Камата — Ниладхвадж, махараджа (1440 — 1460)
  - Качари — Манипха, царь (ок. 1436 — ок. 1461)
  - Кашмир — Зайн аль-Абидин, султан (1420 — 1470)
  - Майсур — Шамараджа I, махараджа (1423 — 1459)
  - Малавский султанат — Махмуд-шах I Халджи, султан (1436 — 1469)
  - Манипур — Нингтоукхомба, раджа[англ.] (1432 — 1467)
  - Марвар (Джодхпур) — Джодха, раджа (1438 — 1489)
  - Мевар — Кумбха, махарана (1433 — 1468)
  - Пратабгарх — Кхемкаран Сингх, махараджа (1433 — 1473)
  - Редди[англ.] — Веерабхадра, раджа[кат.] (1434 — 1448)
  - Синд — Редхан, джем (султан)[англ.] (1444 — 1453)
  - Сирохи — Сенс Маль, раджа (1424 — 1451)
- Индонезия —
  - Маджапахит — Сухита, рату (1429 — 1447)
  - Пасай — Шалахуддин, султан (1438 — 1462)
  - Сунда — Нискала Васту Канкана, махараджа (1371 — 1475)
  - Тернате — Мархум (Гапи Багуна II), султан (1432 — 1486)
  - Чиребон[англ.] — Ки Генен Алан-Алан, куву[англ.] (1445 — 1447)
- Иран —
  -  Каркия — Сайед Насер Кия, амир (1430 — 1448)
  -  Падуспаниды — Каюмарт I, малек (1399 — 1453)
- Йемен —
  -  Расулиды — 
    - Аль-Музаффар Юсуф II, султан (1441 — 1454)
    - Аль-Масуд Абу Аль-Касим, султан (1443 — 1454)
- Кара-Коюнлу — Джаханшах, султан (1436 — 1467)
- Кедах — Атауллах Мухаммад Шах I, султан[англ.] (1422 — 1472)
- Кипрское королевство — Иоанн (Жан) II, король (1432 — 1458)
- Китай (Империя Мин)  — Чжу Цичжэнь, император (1435 — 1449, 1457 — 1464)
- Камбоджа — Понья Ят, царь[англ.] (1431 — 1463)
- Лансанг  — Чаккапхат Пхаен Пхаео, король (1442 — 1479)
- Малаккский султанат — 
  - Абу Сиахид, султан (1444 — 1446)
  - Музаффар Шах, султан (1446 — 1459)
- Мальдивы — Хасан III, султан (1443 — 1467, 1467 — 1468)
- Михрабаниды[англ.] — Низам аль-Дин Яхья, малик[англ.] (1438/1439 — 1480)
- Монгольская империя — 
  - Золотая Орда — Кичи-Мухаммед, хан (1428, 1428, 1432 — 1459)
    - Большая Орда — Сайид-Ахмад I, хан (1432 — 1455)

  - Ойратское ханство — Эсэн, тайша (1439 — 1454)
  - Северная Юань — Тайсун, великий хан (1438 — 1453)
- Мьянма — 
  - Ава — Нарапати I, царь[англ.] (1442 — 1468)
  - Аракан (Мьяу-У) — Мин Кхаи, царь[англ.] (1433 — 1459)
  - Хантавади — 
    - Бинья Ран I, царь[англ.] (1424 — 1446)
    - Бинья Вару, царь[англ.] (1446 — 1451)
- Ногайское ханство — Ваккас, бий (1428 — 1447)
- Оман — Абу аль-Хассан Умани, имам (1435 — 1451)
- Османская империя — 
  - Мехмед II Завоеватель, султан (1444 — 1446, 1451 — 1481)
  - Мурад II, султан (1421 — 1444, 1446 — 1451)
- Рюкю — Сё Ситацу, ван (1444 — 1449)
- Таиланд — 
  - Аютия — Бороммарачатират II, король (1424 — 1448)
  - Ланнатай — Тилокарат, король[англ.] (1441 — 1487)
- Тибет — междуцарствие (1445 — 1448)
- Трапезундская империя — Иоанн IV, император (1429 — 1459)
- Туран (Государство Тимуридов) — Шахрух, великий эмир (1409 — 1447)
  - Мавераннахр — Улугбек, хан  (1409 — 1449)
  - Могулистан — Эсен Буга, хан  (1429 — 1462)
- Тямпа — 
  - Майджа Виджайя, царь (1441 — 1446)
  - Мохо Куэй-Лаи, царь (1446 — 1449)
- Узбекское ханство — Абулхайр, хан (1428 — 1468)
- Филиппины — 
  - Тондо — Лонток, раджа[англ.] (ок. 1430 — ок. 1450)
- Чосон  — Седжон Великий, ван (1418 — 1450)
- Ширван — Халил-улла I, ширваншах (1417 — 1465)
- Шри-Ланка — 
  - Джафна — Канакасурийя Синкайярийян, царь[фр.] (1440 — 1450, 1467 — 1478)
  - Котте — Паракрамабаху VI, царь (1412 — 1467)
- Япония — Хикохито (император Го-Ханадзоно), император (1428 — 1464)

## Америка
- Ацтекская империя (Тройственный союз) — Монтесума I, великий тлатоани (1440 — 1469)
  - Теночтитлан — Монтесума I, Теночтитлан (1440 — 1469)
  - Тескоко — Несауалькойотль, тлатоани (1428 — 1472)
  - Тлакопан — Тотокиуацин I, тлатоани (1428 — 1470)
- Империя инков — Пачакутек Юпанки, сапа инка (1438 — 1471)
- Тараско — Тангашуан I, каконци (1430 — 1454)
- Тлателолько — Куаутлатоа, тлатоани (1428 — 1460)

## Африка
- Абдальвадиды (Зайяниды) — Абу Аббас Ахмад I, султан (1431 — 1462)
- Адаль — Мухаммад ибн Бадлай, султан (1445 — 1471)
- Бамум — Нгупу, мфон (султан)[англ.] (1418 — 1461)
- Бенинское царство — Эвуаре, оба[англ.] (1440 — 1473)
- Борну — Утман IV, маи[нем.] (1444 — 1449)
- Буганда — Киггала, кабака (ок. 1434 — ок. 1464, ок. 1484 — ок. 1494)
- Варсангали[англ.] — Сисиид II, султан[англ.] (1430 — 1450)
- Вогодого — Зеттембусма, нааба (ок. 1425 — ок. 1450)
- Джолоф — Леити Тьюкули, буур-ба[англ.] (ок. 1440 — ок. 1450)
- Египет (Мамлюкский султанат) — Джакмак аз-Захир, султан (1438 — 1453)
- Кано[англ.] — Абдулла Буржа, султан[англ.] (1438 — 1452)
- Каффа — Гирра, царь (ок. 1425 — ок. 1460)
- Килва — Исмаил ибн Хусейн, султан (1442 — 1454)
- Мали — Гбере, манса (ок. 1440 — ок. 1460)
- Мариниды — Абд аль-Хакк II, султан (1420 — 1465)
- Массина — Канта, ардо (1433 — 1466)
- Нри[англ.] — Омалониесо, эзе[англ.] (1391 — 1464)
- Руанда — Руганзу I, мвами (1438 — 1482)
- Свазиленд — Дламини I, вождь (ок. 1435 — ок. 1465)
- Хафсиды — Усман, халиф (1435 — 1488)
- Эфиопия — Зара Якоб, император (1434 — 1468)

## Европа
- Албания (Лежская лига) — Георгий Кастриоти (Скандербег), глава (1444 — 1451)
  - Арианити — Георгий Арианити, князь (1432 — 1462)
  - Дукаджини — Лека Дукаджини, князь (1438 — 1479)
  - Кастриоти — Георгий Кастриоти (Скандербег), князь (1443 — 1468)
  - Музаки — Теодор III Музаки, князь (1417 — 1449)
- Англия — Генрих VI, король (1422 — 1461, 1470 — 1471)
- Андорра — 
  - Гастон IV де Фуа, князь-соправитель (1436 — 1472)
  - Арнау Рохер де Пальяс, епископ Урхельский, князь-соправитель (1437 — 1461)
- Афинское герцогство — Нерио II Аччайоли, герцог (1435 — 1439, 1441 — 1451)
- Боснийское королевство — Степан Томаш, король (1443 — 1461)
- Валахия — Влад II Дракул, господарь (1436 — 1442, 1443 — 1447)
- Венгрия — Ладислав Постум (Ласло VI), король (1445 — 1457)
- Византийская империя — Иоанн VIII Палеолог, император (1425 — 1448)
- Дания — Кристофер III Баварский, король (1440 — 1448)
- Ирландия —
  - Десмонд — Домналл ан Дана Маккарти, король (1428 — 1469)
  - Коннахт — Аэд мак Тойрдхелбнах Ог О Конхобар, король (1439 — 1461)
  - Тир Эогайн — Эоган мак Нейлл Ог, король (1410 — 1414, 1419 — 1421, 1432 — 1455)
  - Томонд — Тойрделбах Бог мак Бриан О’Брайен, король (1444 — 1459)
- Испания —
  - Арагон — Альфонсо V Великодушный, король (1416 — 1458)
  - Гранадский эмират — 
    - Юсуф V ибн Ахмад, эмир (1445 — 1446, 1462)
    - Мухаммад X аль-Ахнаф, эмир (1445, 1446 — 1447)

  - Кастилия и Леон — Хуан II, король (1406 — 1454)
  - Наварра — Хуан Арагонский, король (1441 — 1479)
  - Пальярс Верхний — Арнау Роже I, граф (1442 — 1451)
  - Прованс — Рене Добрый, граф (1434 — 1480)
- Италия —
  - Венецианская республика — Франческо Фоскари, дож (1423 — 1457)
  - Гвасталла — Гвидо Торелли, граф (1428 — 1449)
  - Генуэзская республика — Раффаэле Адорно, дож (1443 — 1447)
  - Мантуя — Лудовико III Гонзага, маркграф (1444 — 1478)
  - Масса и Каррара — Якопо Маласпина, маркграф (1445 — 1481)
  - Милан — Филиппо Мария Висконти, герцог (1412 — 1447)
  - Монферрат — Джованни IV, маркграф (1445 — 1464)
  - Неаполитанское королевство — Альфонс I (Альфонсо V Арагонский), король (1435 — 1458)
  - Пьомбино — Катерина Аппиани, княгиня (1445 — 1451)
  - Салуццо — Лодовико I, маркграф (1416 — 1475)
  - Сицилийское королевство — Альфонсо V Великодушный, король (1416 — 1458)
  - Урбино — Федериго да Монтефельтро, герцог (1444 — 1472)
  - Феррара и Модена — Лионелло д’Эсте, маркиз (1441 — 1450)
  - Флорентийская республика — Козимо Медичи Старый, глава правительства (1434 — 1464)
- Казанское ханство — Махмуд, хан (1445 — 1465)
- Крымское ханство — Хаджи I Герай, хан (1441 — 1466)
- Литовское княжество — Казимир Ягеллон, великий князь (1440 — 1492)
  -  Киевское княжество — Олелько Владимирович, князь (1443 — 1454)
  -  Волынское княжество — Свидригайло, князь (1434 — 1452)
  -  Мстиславское княжество — Юрий Лугвенович, князь (1431 — 1442, 1445 — 1460)
- Молдавское княжество — Стефан II, господарь (1433 — 1447)
- Монако — Жан I, князь (1419 — 1454)
- Мэн — Томас I Стэнли, король (1437 — 1459)
- Наксосское герцогство — Джакомо II, герцог (1433 — 1447)
- Норвегия — Кристофер III Баварский, король (1442 — 1448)
- Островов королевство — Александр II Макдональд, король Островов и Кинтайра (1423 — 1449)
- Папская область — 
  - Евгений IV, папа (1431 — 1447)
  - Феликс V, антипапа (1439 — 1449)
- Польша — междуцарствие (1444 — 1447)
  - Белзское княжество — Владислав I Плоцкий, князь (1442 — 1455)
  - Варшавское княжество — Болеслав IV Варшавский, князь[англ.] (1429 — 1454)
  - Плоцкое княжество — Владислав I Плоцкий, князь[пол.] (1434 — 1455)
  - Равское княжество — Владислав I Плоцкий, князь[пол.] (1426 — 1434, 1442 — 1455)
- Португалия — Афонсу V Африканец, король (1438 — 1477, 1477 — 1481)
- Русские княжества — 
  -  Великое княжество Московское — 
    - Василий II Тёмный, великий князь (1425 — 1433, 1433 — 1434, 1434 — 1445, 1445 — 1446)
    - Дмитрий Юрьевич Шемяка, государь всея Руси (1446 — 1447)
    -  Верейско-Белозерское княжество — Михаил Андреевич, князь (1432 — 1486)
    -  Галич-Мерское княжество — Дмитрий Юрьевич Шемяка, князь (1433 — 1450)
    -  Звенигородское княжество — Василий Юрьевич Косой, князь (1421 — 1448)
    -  Можайское княжество — Иван Андреевич, князь (1432 — 1454)
    -  Серпуховско-Боровское княжество — Василий Ярославич, князь (1427 — 1456)

  -  Рязанское княжество — Иван Федорович, князь (1427 — 1456)
  -  Стародубское княжество — Владимир Фёдорович, князь (ок. 1440 — ок. 1450)
  -  Тверское княжество — Борис Александрович, великий князь (1426 — 1461)
    -  Микулинское княжество — 
      - Фёдор Фёдорович, князь (1410 — ок. 1453)
      - Борис Александрович, князь (1435 — 1460)

    -  Холмское княжество — Дмитрий Юрьевич, князь (1410 — ок. 1454/1456)

  -  Ярославское княжество — Александр Фёдорович Брюхатый, князь (ок. 1434 — 1463)
- Священная Римская империя — Фридрих IV, король Германии (1440 — 1452)
  - Австрия — 
    - Внутренняя Австрия — Фридрих V (король Фридрих IV), герцог (1424 — 1493)
    - Нижняя Австрия — Ладислав Постум, герцог (1440 — 1457)
    - Передняя Австрия и Тироль — Сигизмунд, герцог (1439 — 1490)

  - Ангальт — 
    - Ангальт-Бернбург — Бернард VI, князь (1420 — 1468)
    - Ангальт-Дессау — 
      - Георг I, князь (1405 — 1474)
      - Сигизмунд II, князь (1405 — 1452)
      - Альберт V, князь (1405 — 1469)

    - Ангальт-Кётен — Адольф I, князь (1423 — 1473)

  - Ансбах — Альбрехт Ахилл, маркграф (1440 — 1486)
  - Бавария — 
    - Бавария-Ингольштадт — Людвиг VII Бородатый, герцог (1413 — 1447)
    - Бавария-Ландсхут — Генрих XVI, герцог (1393 — 1450)
    - Бавария-Мюнхен — Альбрехт III Благочестивый, герцог (1438 — 1460)

  - Баден — Якоб I, маркграф (1431 — 1453)
  - Байрет (Кульмбах) — Иоганн Алхимик, маркграф (1440 — 1457)
  - Бар — Рене Добрый, герцог (1430 — 1480)
  - Бранденбург — Фридрих II, курфюрст (1440 — 1470)
  - Брауншвейг — 
    - Брауншвейг-Вольфенбюттель — Генрих II Миролюбивый, герцог (1428 — 1473)
    - Брауншвейг-Гёттинген[англ.] — Отто II, герцог[нем.] (1394 — 1463)
    - Брауншвейг-Грубенхаген — 
      - Генрих III, герцог (1427 — 1464)
      - Эрнст II, герцог (1440 — 1464)
      - Альбрехт II, герцог (1440 — 1485)

    - Брауншвейг-Каленберг — Вильгельм I Победоносный, герцог (1432 — 1473)
    - Брауншвейг-Люнебург — 
      - Оттон IV, герцог (1434 — 1446)
      - Фридрих II Благочестивый, герцог (1434 — 1457)

  - Вальдек — 
    - Вальдек-Вальдек — Вольрад I, граф (ок. 1444 — 1475)
    - Вальдек-Ландау — Отто III, граф (1431 — 1459)

  - Вюртемберг — 
    - Вюртемберг-Урах — Людвиг I, граф (1442 — 1450)
    - Вюртемберг-Штутгарт — Ульрих V, граф (1442 — 1480)

  - Ганау — Рейнхард II, граф[англ.] (1429 — 1451)
  - Гелдерн — Арнольд Эгмонт, герцог (1423 — 1465, 1471 — 1473)
  - Гессен — Людвиг I, ландграф (1413 — 1458)
  - Гольштейн — 
    - Гольштейн-Пиннеберг — Оттон II, граф (1426 — 1464)
    - Гольштейн-Рендсбург[англ.] — Адольф VIII, граф (1427 — 1459)

  - Кёльнское курфюршество — Дитрих II фон Мёрс, курфюрст (1414 — 1463)
  - Клеве — Адольф I, герцог (1417 — 1448)
  - Лотарингия — Изабелла, герцогиня (1431 — 1453)
  - Майнцское курфюршество — Дитрих Шенк фон Эрбах, курфюрст (1434 — 1459)
  - Марк — 
    - Адольф IV (Адольф II Клевский), граф (1398 — 1448)
    - Герхард, граф (1430 — 1461)

  - Мекленбург — Генрих IV, герцог (1422 — 1477)
  - Монбельяр — Людвиг I Вюртембергский, граф (1444 — 1450)
  - Нассау — 
    - Нассау-Байлштайн[нем.] — 
      - Иоганн I, граф (1412 — 1473)
      - Генрих III, граф (1425 — 1477)

    - Нассау-Вейльбург — Филипп II, граф (1429 — 1492)
    - Нассау-Висбаден-Идштейн[нем.] — Иоганн II, граф (1426 — 1480)
    -  Нассау-Дилленбург[англ.] — 
      - Иоганн IV, граф (1442 — 1475)
      - Генрих II, граф (1442 — 1451)

    - Нассау-Саарбрюккен — Иоганн II, граф (1429 — 1472)

  - Ольденбург — Кристиан I, граф (1440 — 1448)
  - Померания — 
    - Померания-Барт — Барним VIII, герцог (1415 — 1451)
    - Померания-Вольгаст — 
      - Вартислав IX, герцог (1405 — 1451)
      - Барним VII, герцог (1405 — 1449/1450)

    - Померания-Рюген — Барним VIII, герцог (1432/1436 — 1451)
    - Померания-Слупск — 
      - Богуслав IX, герцог (1418 — 1446)
      - Эрик Померанский, герцог (1446 — 1459)

    - Померания-Щецин — Иоахим Младший, герцог (1434 — 1451)

  - Пфальц — Людвиг IV, курфюрст (1436 — 1449)
    - Пфальц-Мосбах[англ.] — Оттон I, пфальцграф[англ.] (1410 — 1448)
    - Пфальц-Нойбург[англ.] — Кристофер III Баварский, пфальцграф[нем.] (1443 — 1448)
    - Пфальц-Зиммерн-Цвейбрюккен[англ.] — Стефан, пфальцграф (1410 — 1459)

  - Савойя — Людовик I, герцог (1440 — 1465)
  - Саксония — 
    - Саксен-Виттенберг — Фридрих II Кроткий, курфюрст Саксонии (1428 — 1464)
    - Саксен-Ратцебург-Лауэнбург — Бернхард II, герцог (1426 — 1463)

  - Трирское курфюршество — Якоб фон Сьерк, курфюрст (1439 — 1456)
  - Тюрингия — Вильгельм III Смелый, ландграф (1445 — 1482)
  - Хахберг-Заузенберг — Рудольф IV, маркграф (1441 — 1487)
  - Чехия — междуцарствие (1440 — 1453)
    - Силезские княжества —
      - Бжегское княжество — 
        - Ян I Любинский, князь (1443 — 1450)
        - Генрик Любинский, князь (1443 — 1450)

      - Бытомское княжество — 
        - Вацлав I Цешинский, князь (1431 — 1452, 1452 — 1459)
        - Конрад VII Белый, князь (1416 — 1450)

      - Глогувское княжество — 
        - Генрих IX Старший, князь (1397 — 1467)
        - Владислав Глогувский, князь (1431 — 1460)

      - Заторское княжество — Вацлав I Заторский, князь (1445 — 1468)
      - Зембицкое (Мюнстерберг) княжество — Вильгельм Опавский, князь (1443 — 1452)
      - Крновское княжество — Микулаш V Крновский, князь (1437 — 1452)
      - Легницкое княжество — Елизавета Бранденбургская, княгиня (1436 — 1449)
      - Любинское княжество — 
        - Ян I Любинский, князь[пол.] (1441 — 1446)
        - Генрик Любинский, князь[пол.] (1441 — 1446)
        - Генрих IX Старший, князь[пол.] (1446 — 1467)

      - Немодлинско-Стрелецкое княжество — Бернард Немодлинский, князь (1382 — 1450)
      - Олавское княжество — Маргарета Опольская, княгиня[англ.] (1441 — 1454)
      - Олесницкое княжество — Конрад VII Белый, князь (1439 — 1450)
      - Опавское княжество — 
        - Вацлав II Опавский, князь (1433 — 1445/1447)
        - Вильгельм Опавский, князь (1433 — 1452)
        - Эрнест Опавский, князь (1433 — 1456)
        - Пржемысл II Опавский, князь (1433 — 1456)
        - Януш Фульнекский, князь (1445/1447 — 1454)
        - Ян III Благочестивый, князь (1445/1447 — 1464)

      - Опольское княжество — Миколай I Опольский, князь (1437 — 1476)
      - Освенцимское княжество — Ян IV Освенцимский, князь (1434 — 1456)
      - Ратиборское княжество — Вацлав II Ратиборский, князь (1437 — 1456)
      - Саганское (Жаганьское) княжество — 
        - Бальтазар Жаганьский, князь (1439 — 1461, 1468 — 1472)
        - Рудольф Жаганьский, князь (1439 — 1454)
        - Вацлав Жаганьский, князь (1439 — 1449)
        - Ян II Жаганьский, князь (1439 — 1449, 1461 — 1468, 1472)

      - Сцинавское княжество — 
        - Конрад VII Белый, князь[пол.] (1444 — 1450)
        - Владислав Глогувский, князь[пол.] (1431 — 1460)

      - Тешинское (Цешинское) княжество — Вацлав I Цешинский, князь (1431 — 1468)
      - Тошецкое княжество — Пшемыслав Тошецкий, князь (1445 — 1484)

  - Шлезвиг — Адольф I (Адольф VIII Голштейн-Рендсбургский), герцог[англ.] (1440 — 1459)
  - Юлих-Берг — Герхард II, герцог (1437 — 1475)
- Сербская деспотовина — Георгий Бранкович, деспот (1427 — 1439, 1444 — 1456)
- Тевтонский орден — Конрад фон Эрлихсхаузен, великий магистр (1441 — 1449)
  - Ливонский орден — Генрих Финке фон Оверберг, ландмейстер (1438 — 1450)
- Франция — Карл VII Победитель, король (1422 — 1461)
  - Арманьяк — Жан IV, граф (1418 — 1450)
  - Бретань — Франциск I, герцог (1442 — 1450)
  - Бургундия (герцогство) — Филипп III Добрый, герцог (1419 — 1467)
  - Овернь и Булонь — Бертран I, граф (1437 — 1461)
  - Фуа — Гастон IV де Фуа, граф (1436 — 1472)
- Швеция — Кристофер Баварский, король (1441 — 1448)
- Шотландия — Яков II, король (1437 — 1460)
- Эпирское царство — Карло II Токко, деспот (1429 — 1448)

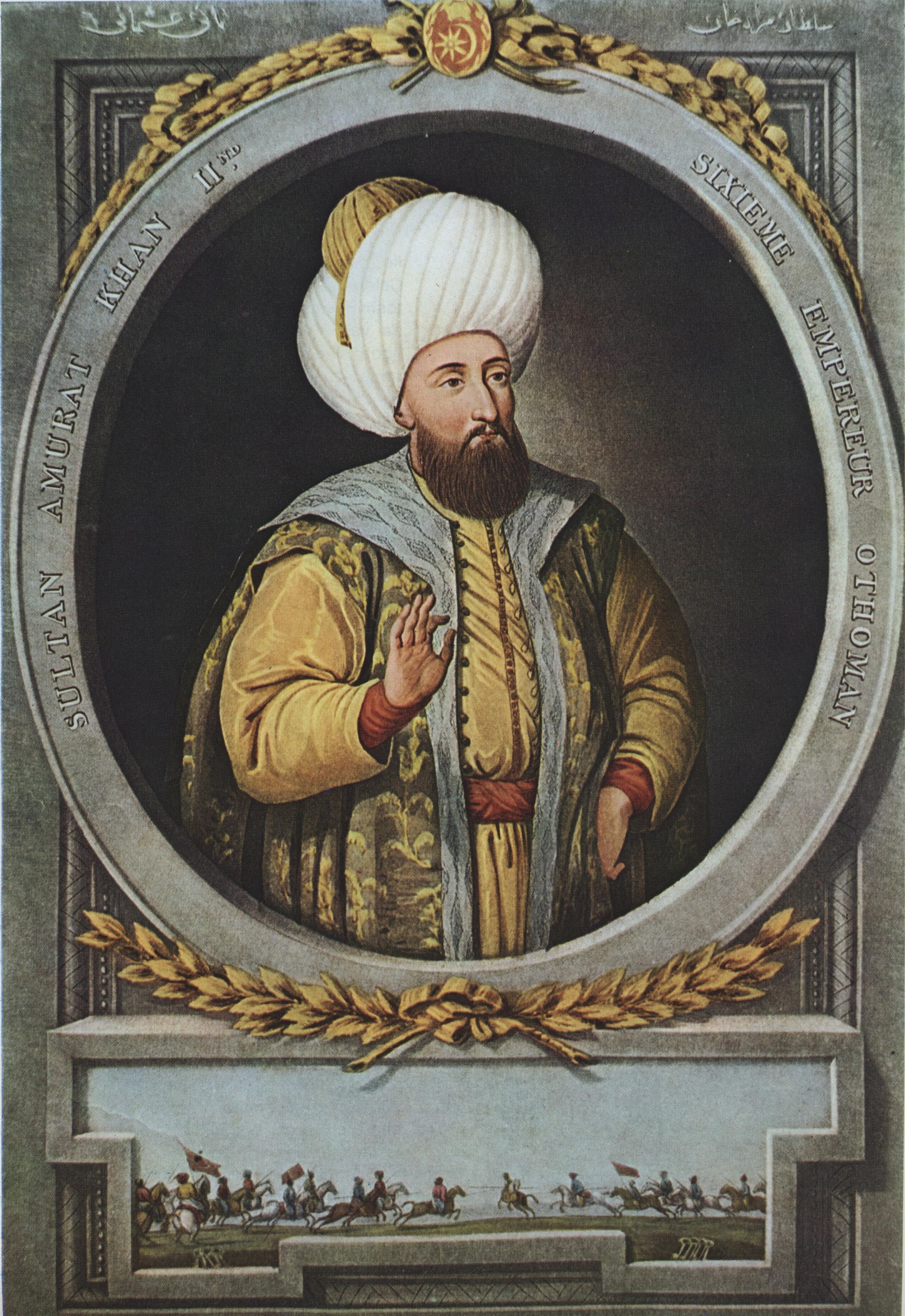
Мурад II 1421-1444, 1446-1451 Османский султан
Шахрух 1409-1447 Великий эмир Тимуридов
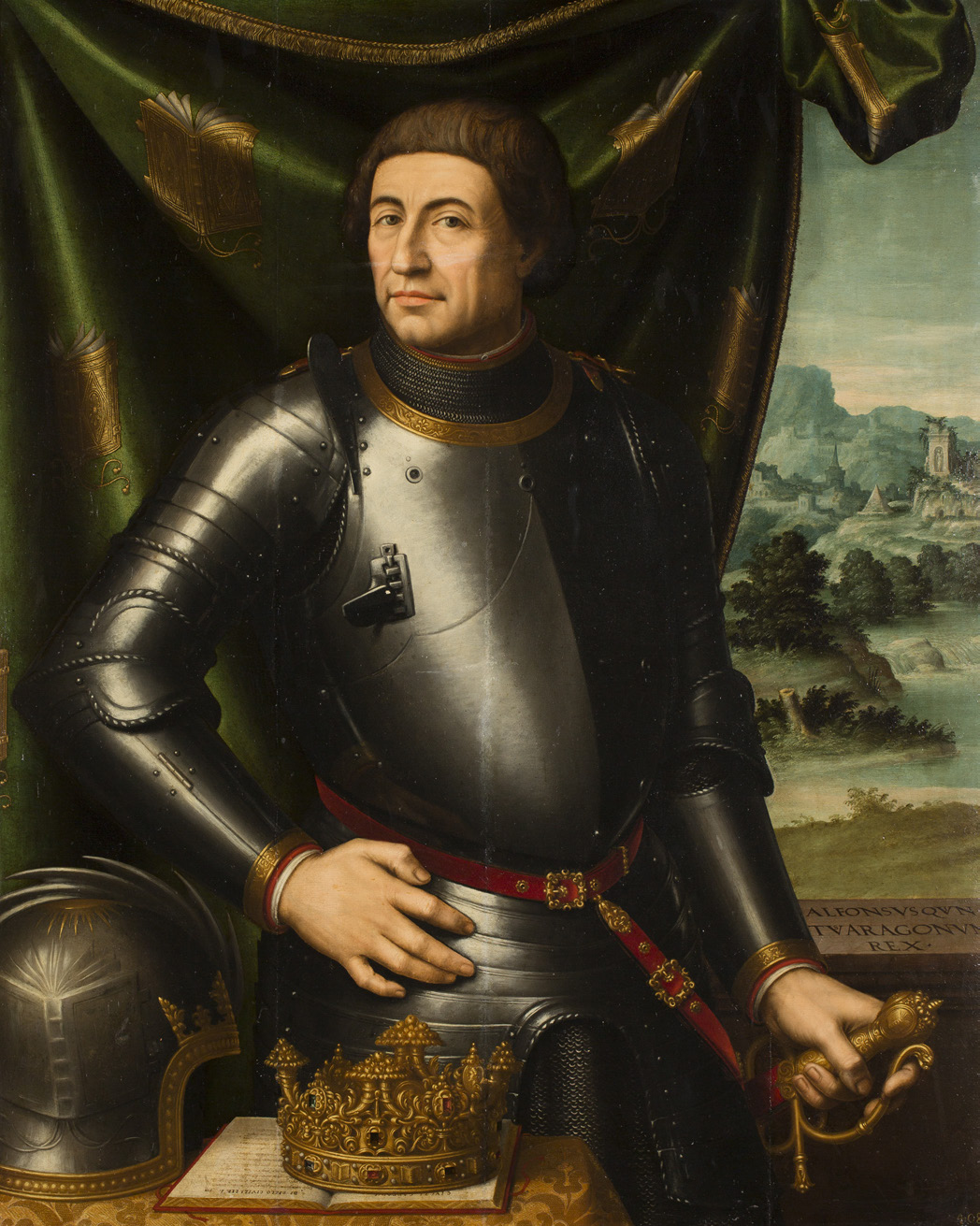
Альфонсо V Великодушный 1416-1458 Король Арагона, Сицилии и Неаполя
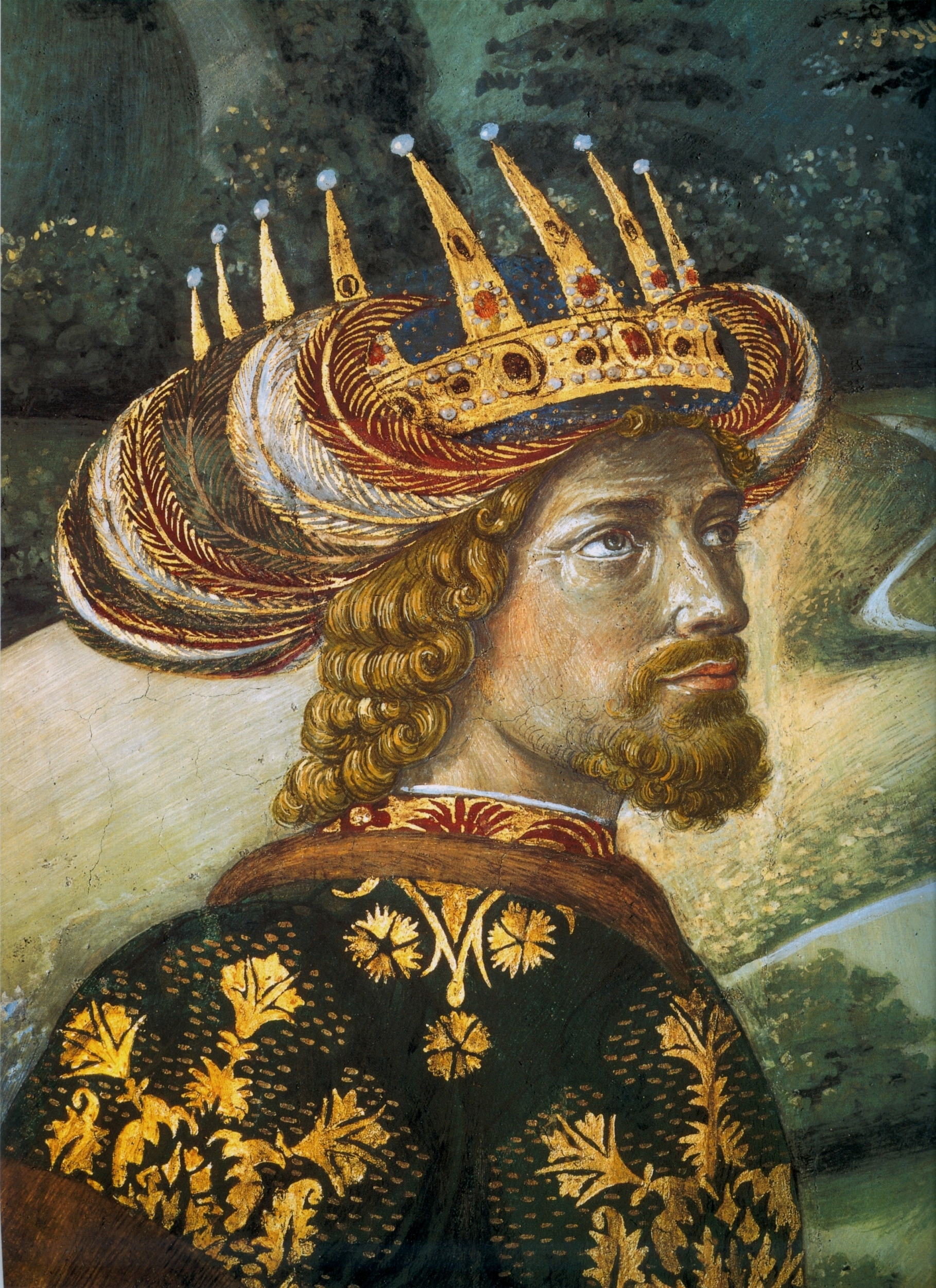
Иоанн VIII 1425-1448 Император Византии
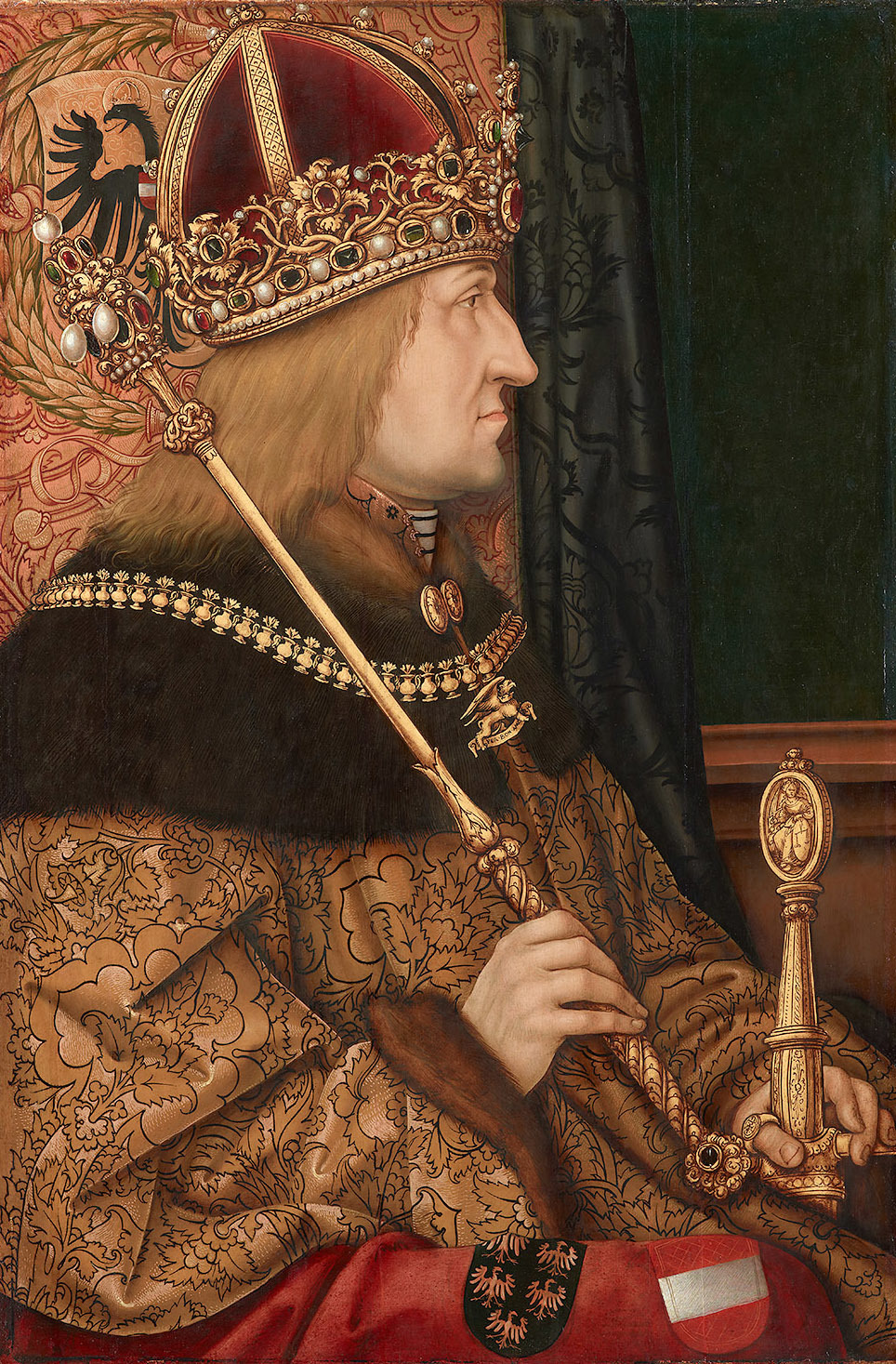
Фридрих IV Габсбург 1440-1452 Король Германии
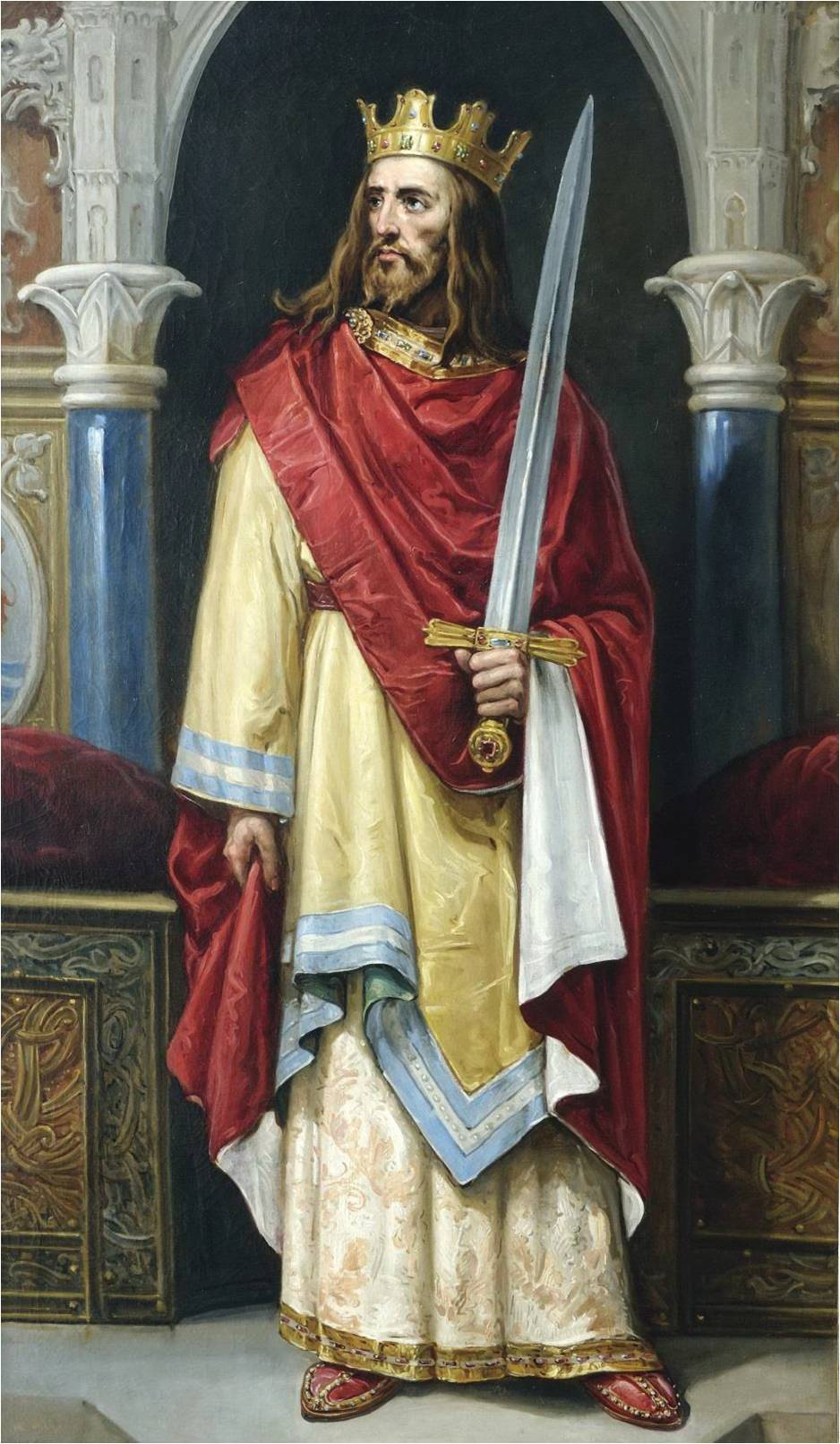
Хуан II 1406-1454 Король Кастилии и Леона
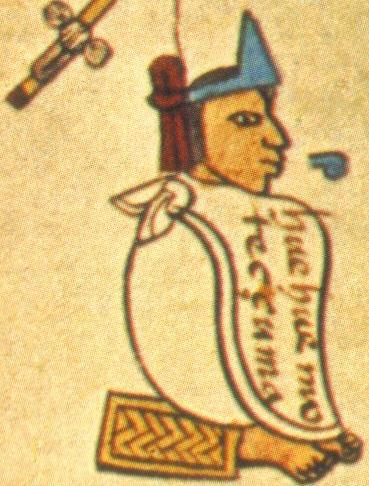
Монтесума I 1440-1469 Великий тлатоани ацтеков
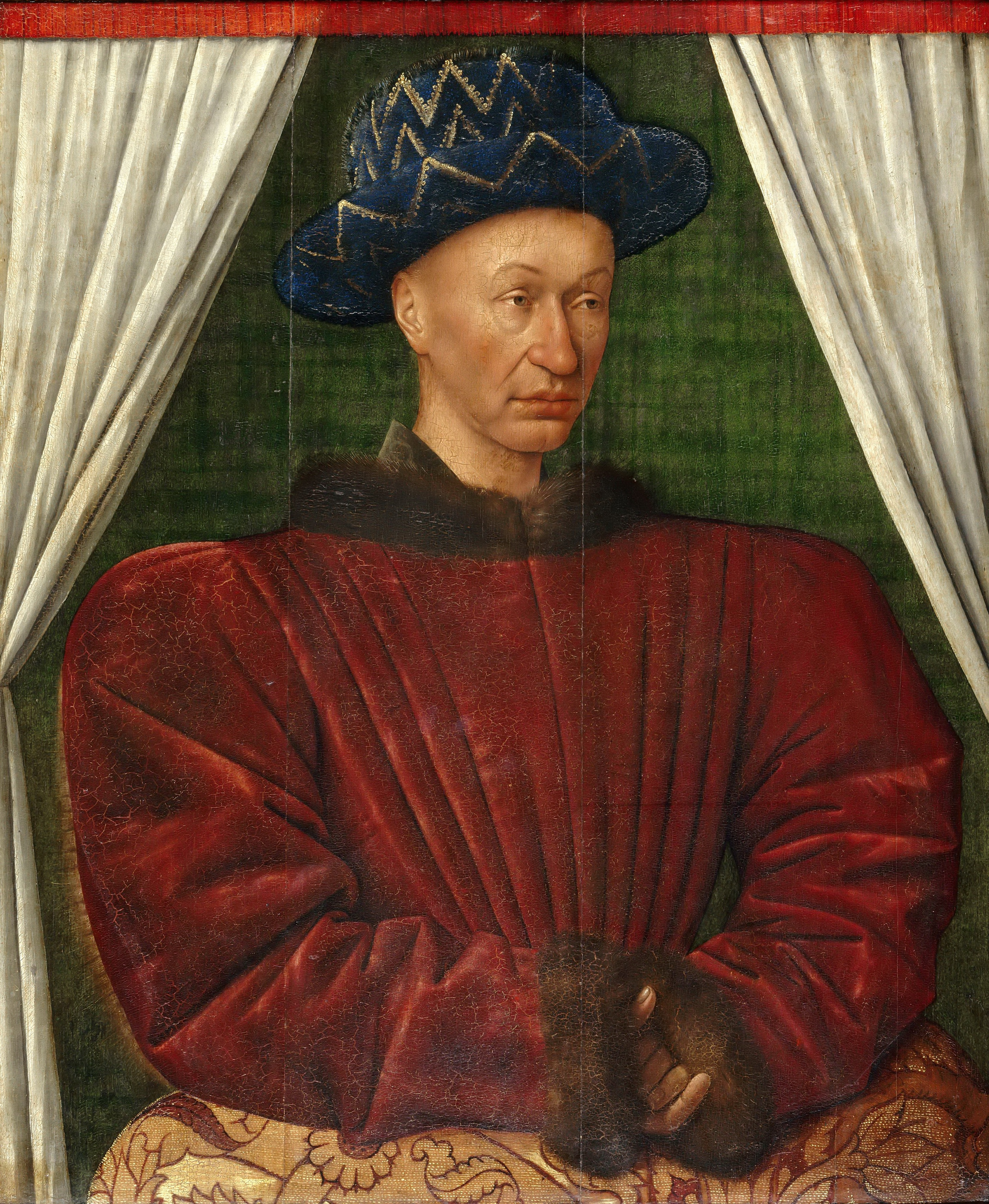
Карл VII 1422-1461 Король Франции
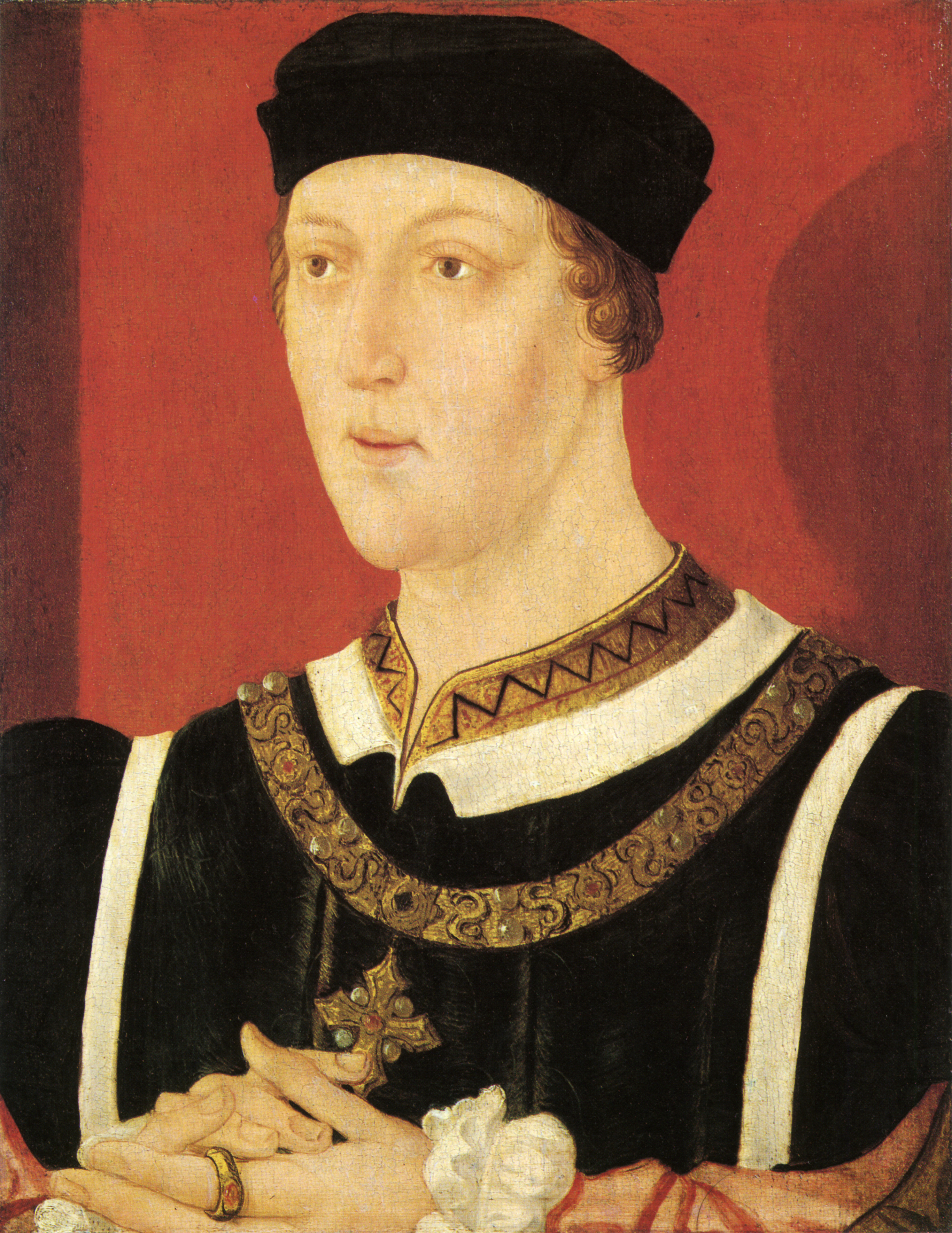
Генрих VI 1422-1461,1470-1471 Король Англии
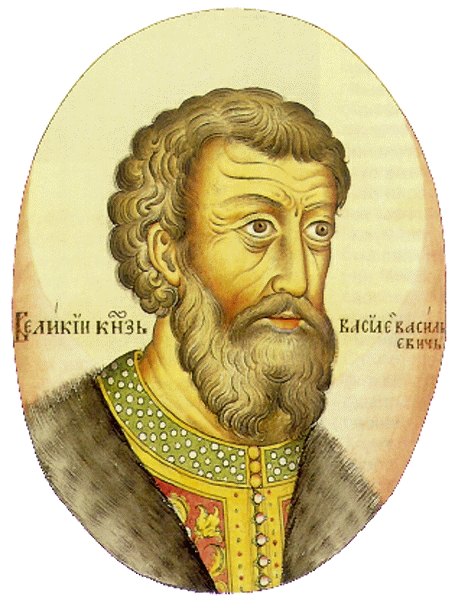
Василий II Темный 1425-1433,1434-1446 Великий князь Владимирский и Московский
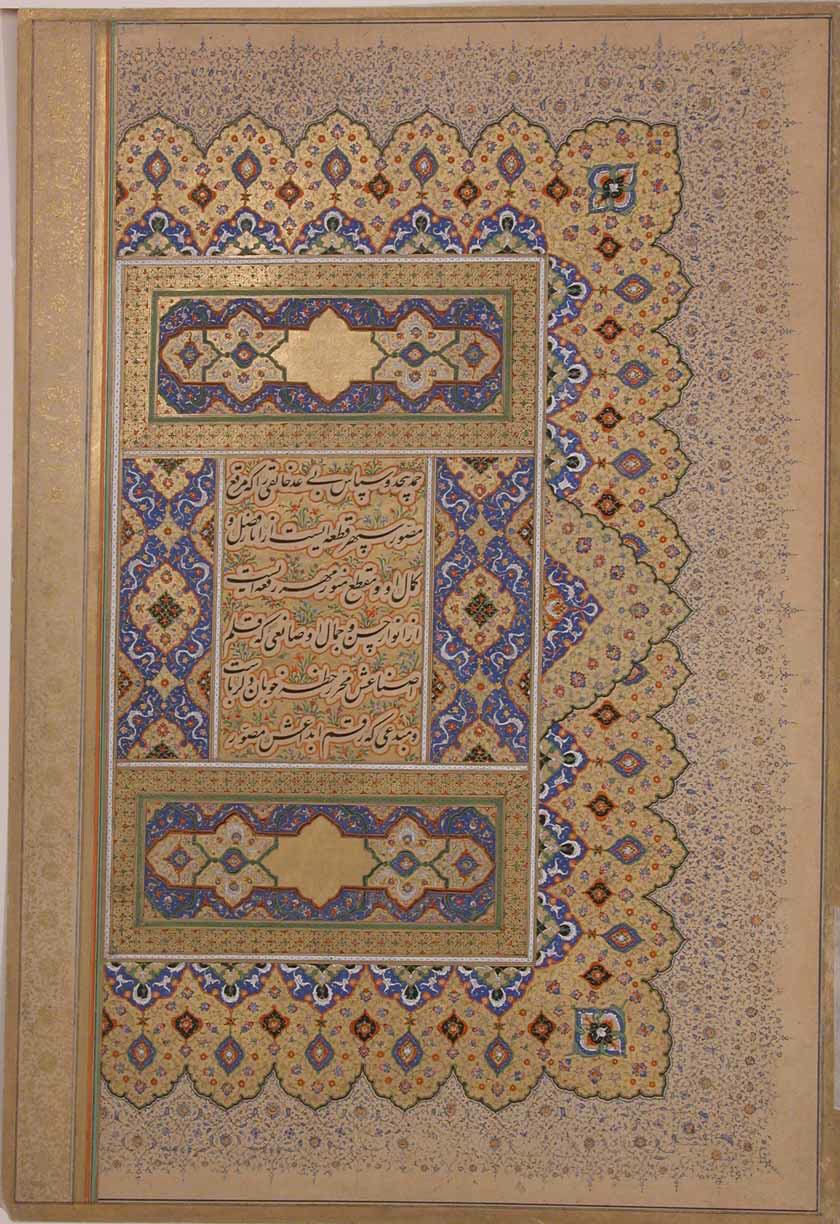
Джаханшах 1436-1467 Султан Кара-Коюнлу
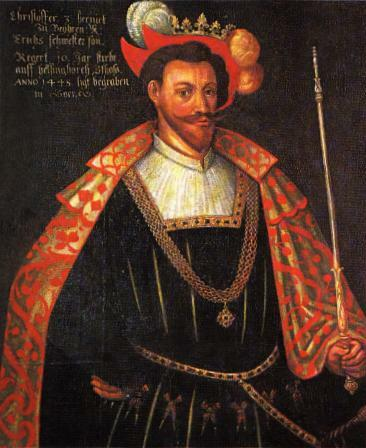
Кристофер Баварский 1442-1448 Король Дании, Норвегии и Швеции
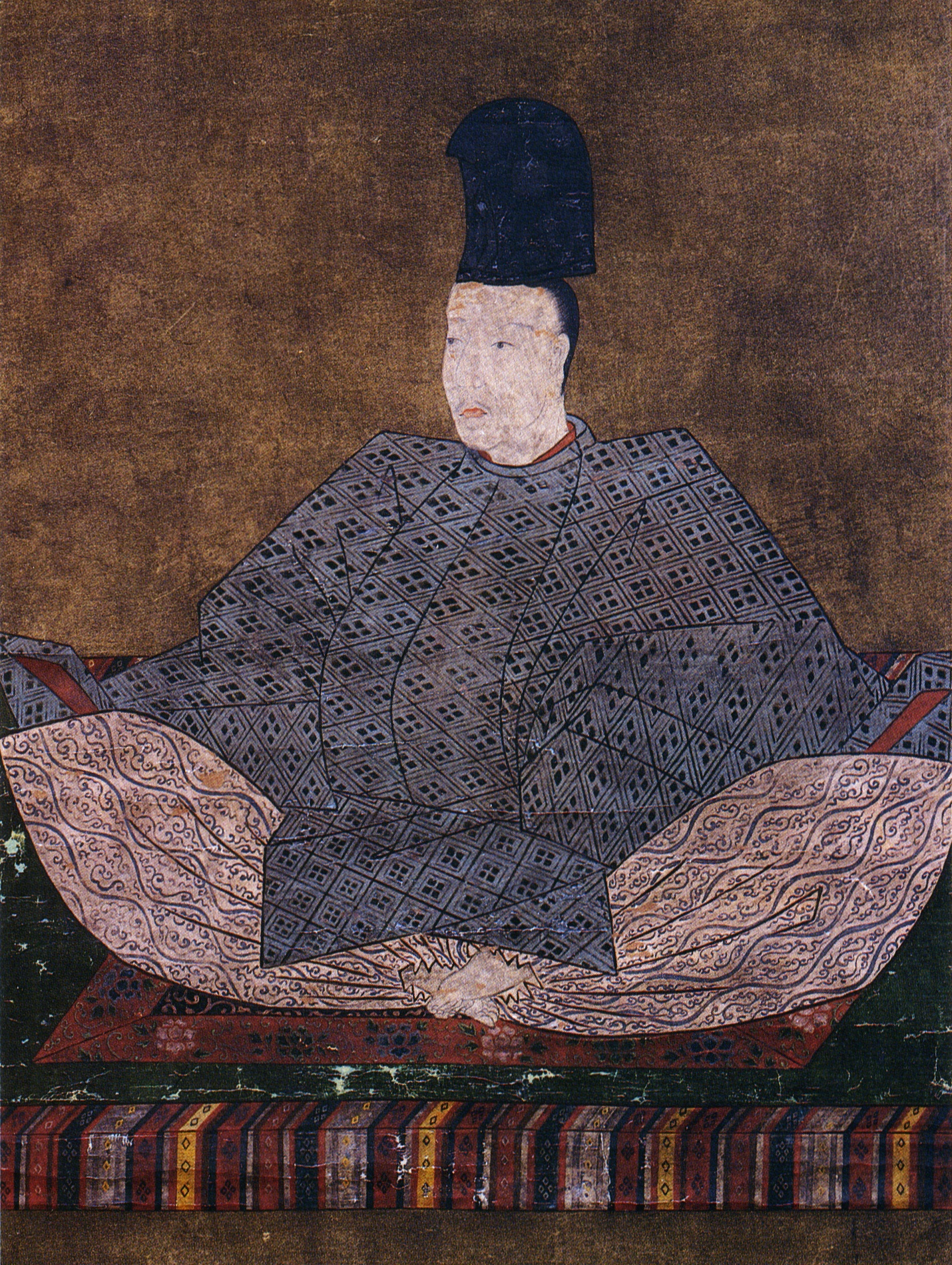
Хикохито 1428-1464 Император Японии
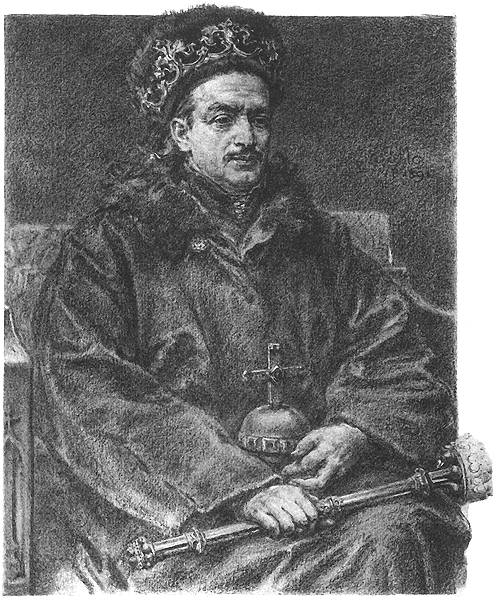
Казимир Ягеллон 1440-1492 Великий князь Литовский
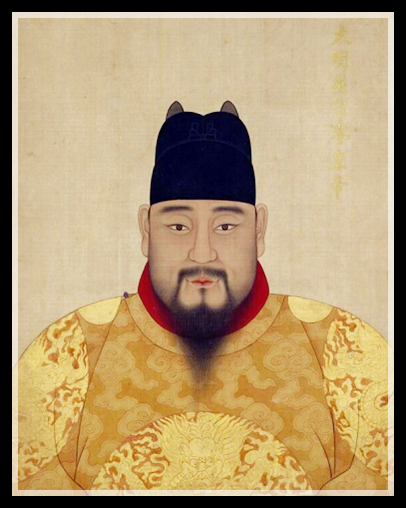
Чжу Цичжэнь 1435-1449, 1457-1464 Император Китая
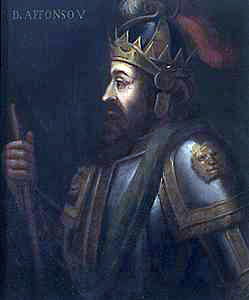
Афонсу V Африканец 1437-1481 Король Португалии
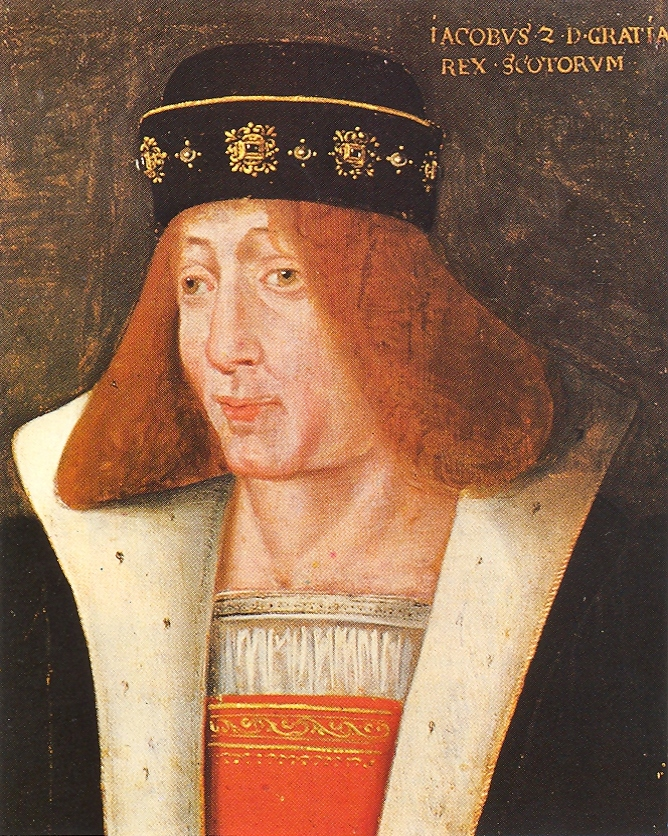
Яков II 1437-1460 Король Шотландии
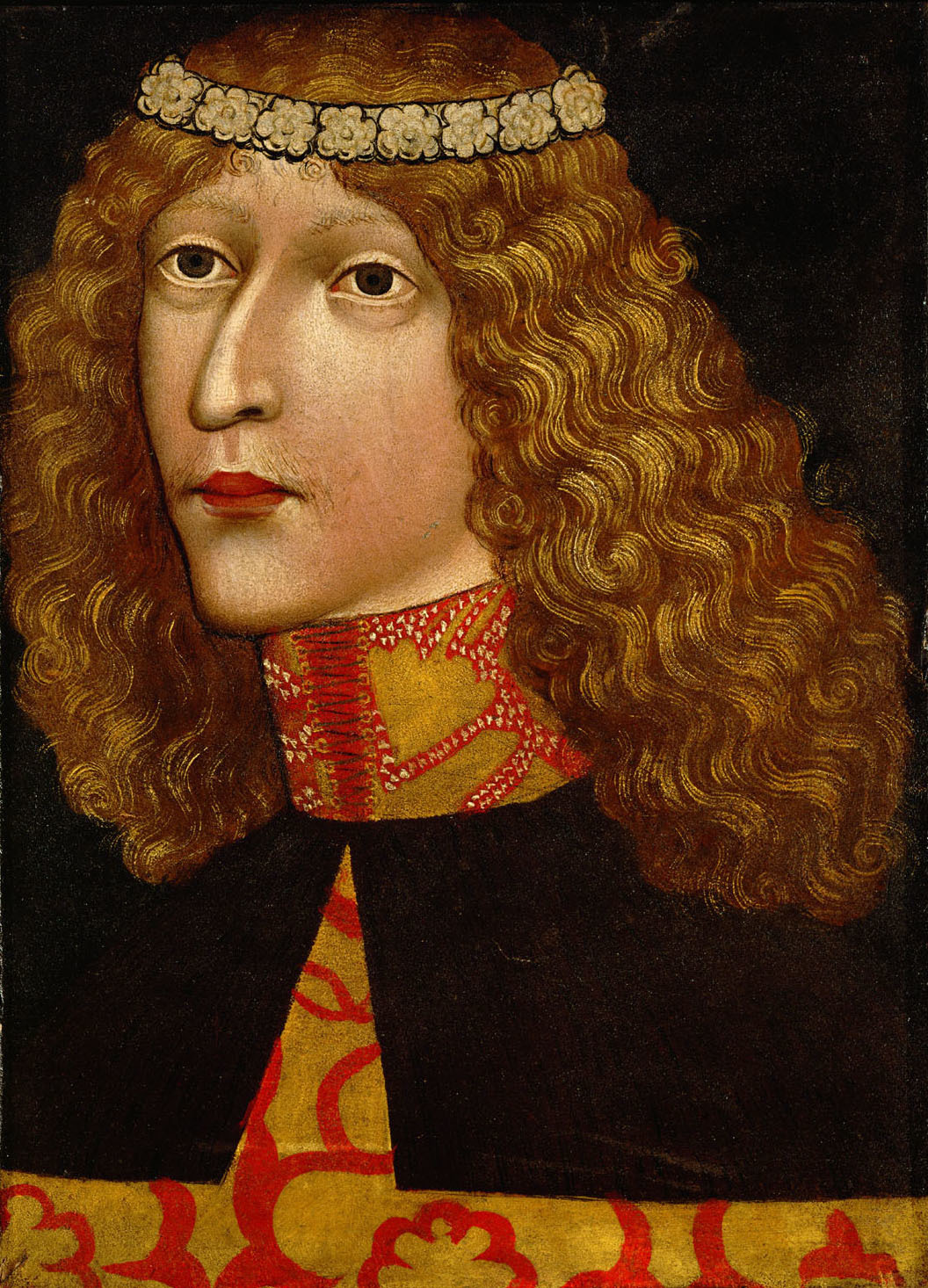
Ладислав Постум 1445-1457 Король Венгрии
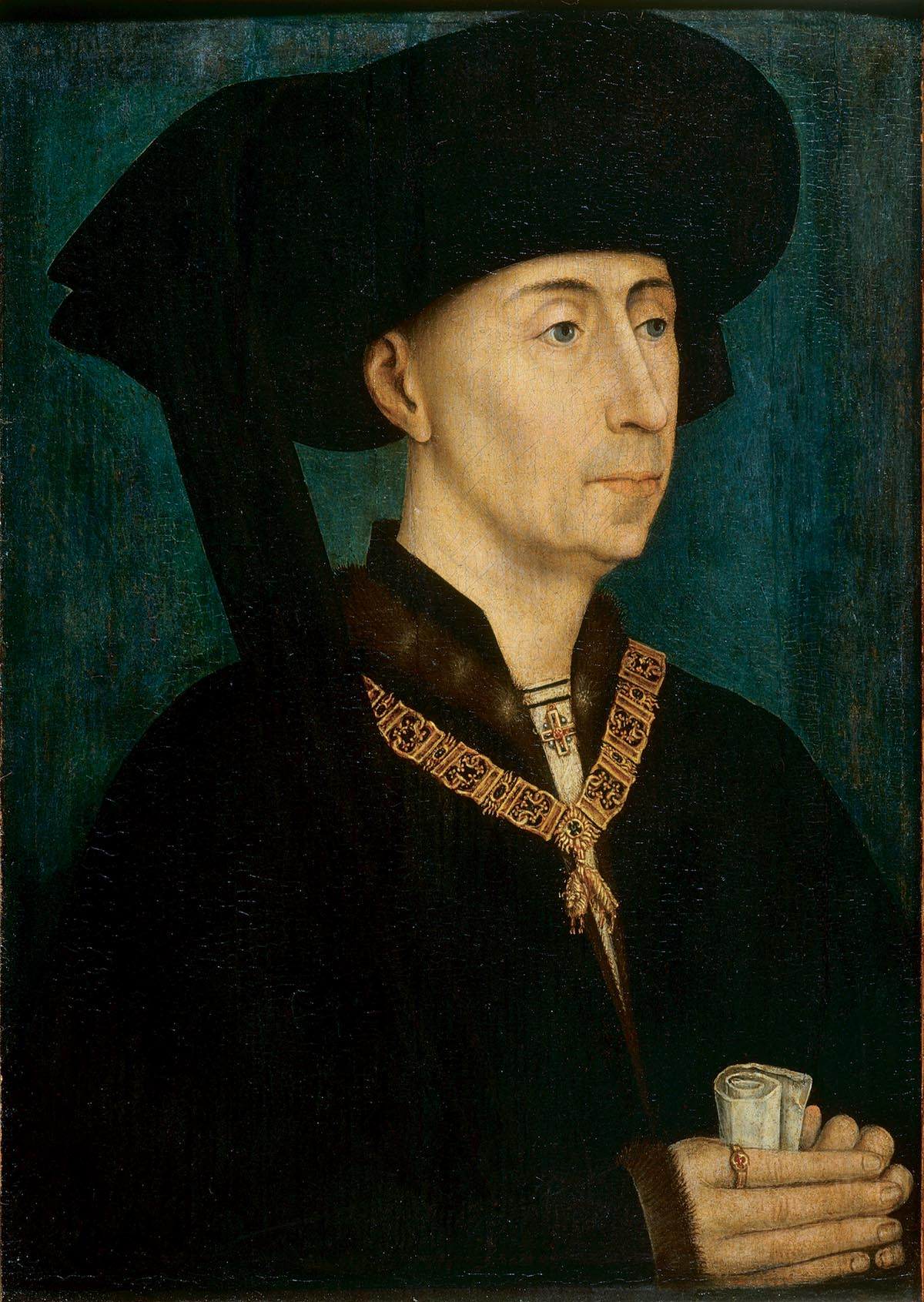
Филипп III Добрый 1419-1467 Герцог Бургундский
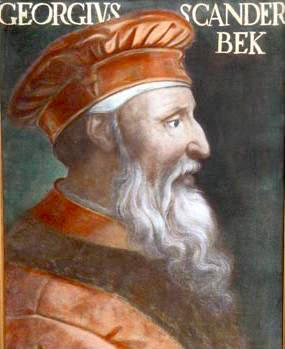
Скандерберг 1443-1468 Князь Кастриоти
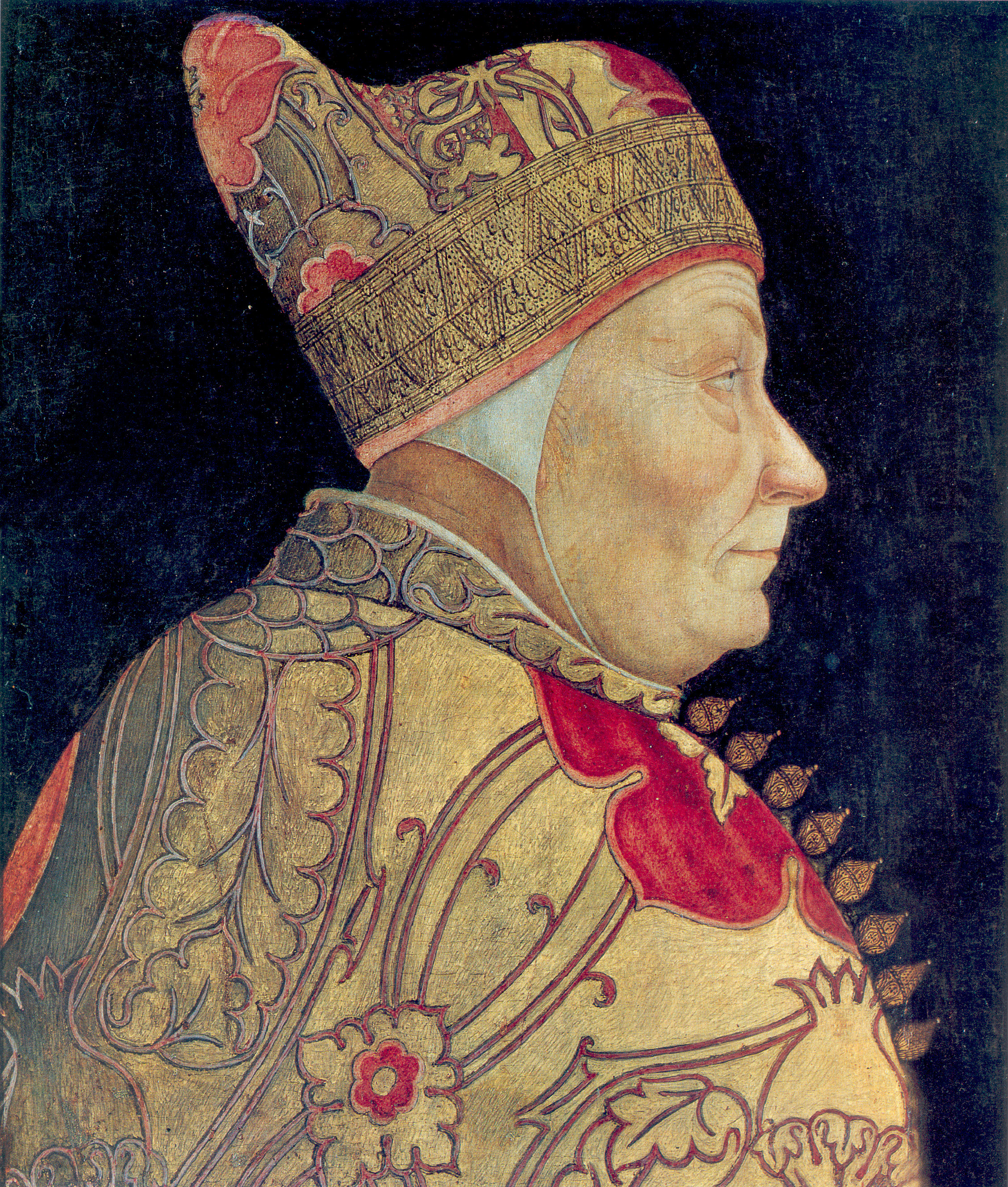
Франческо Фоскари 1423-1457 Дож Венеции
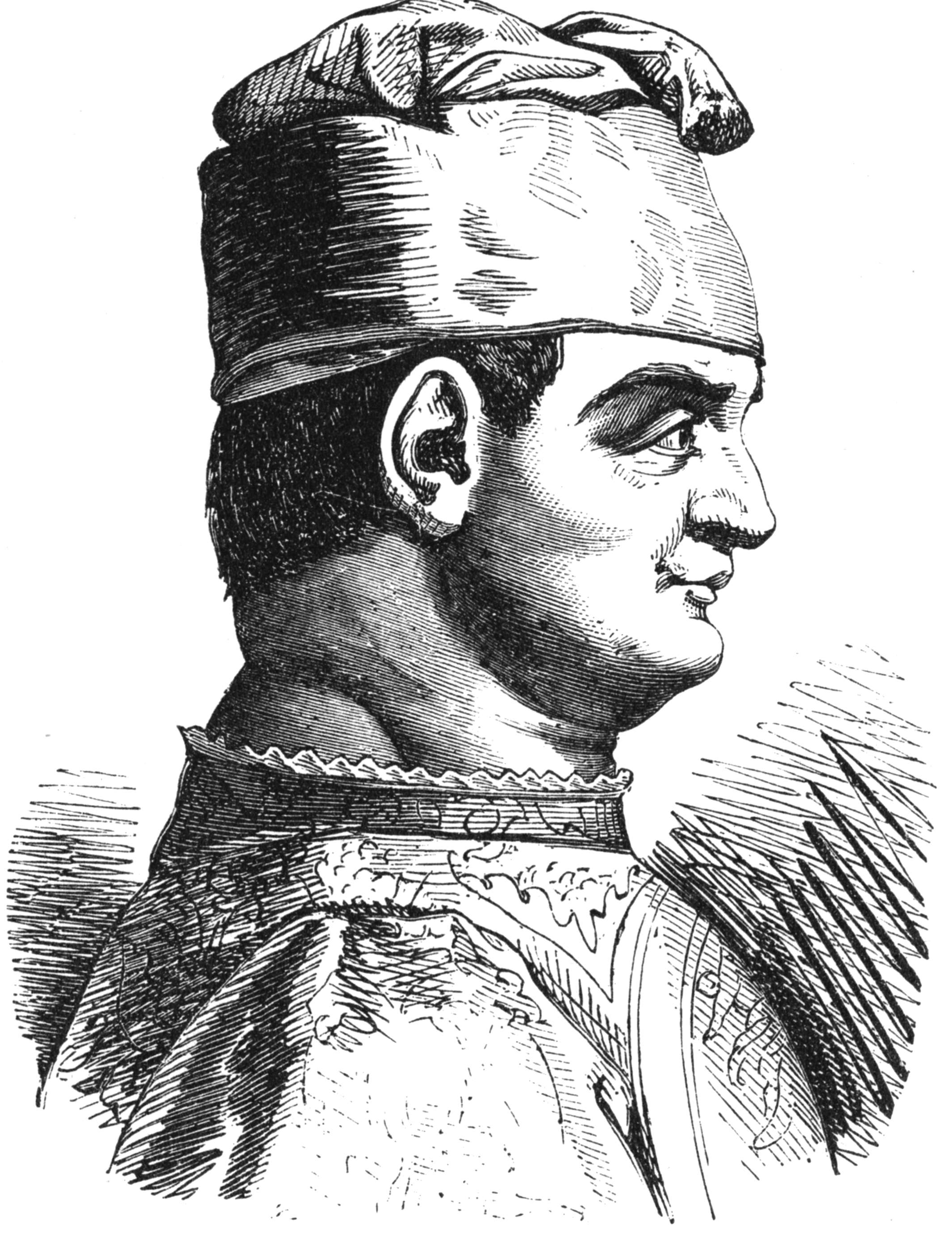
Филиппо Мария Висконти 1412-1447 Герцог Миланский
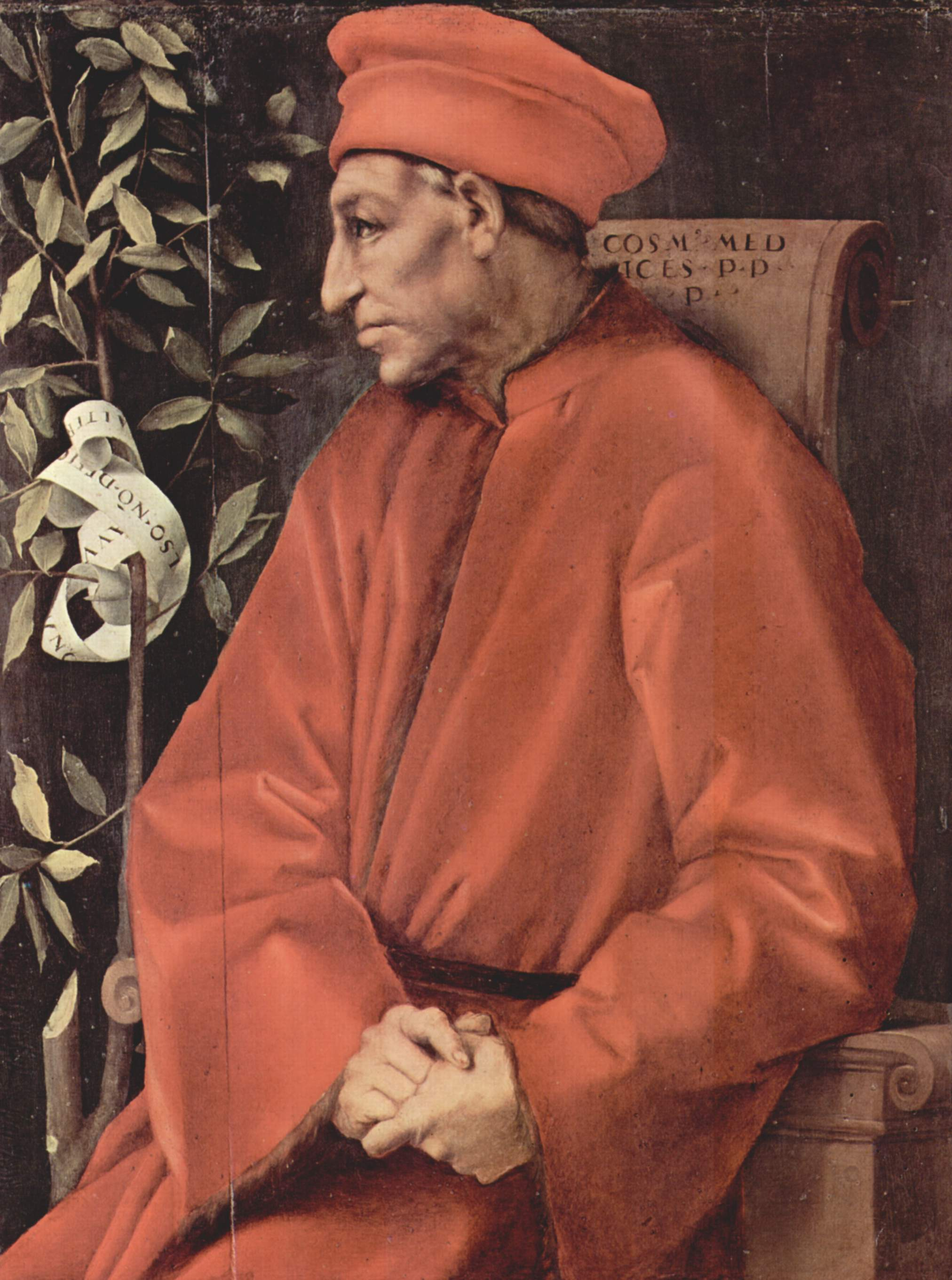
Козимо Медичи Старый 1434-1464 Глава правительства Флоренции
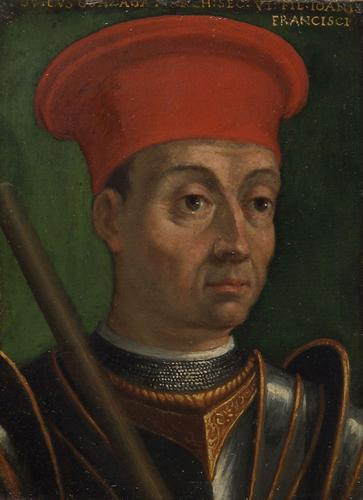
Лудовико III Гонзага 1444-1478 Маркграф Мантуи
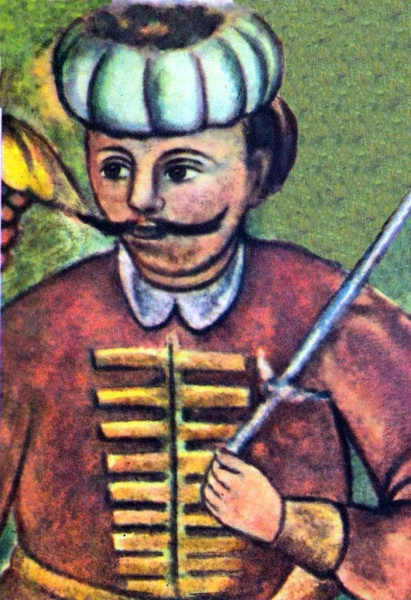
Влад II Дракул 1436-1442, 1443-1447 Господарь Валахии
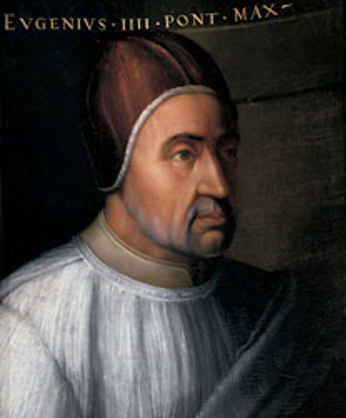
Евгений IV 1431-1447 Папа Римский